# 3. slovenska narodnoosvobodilna udarna brigada »Ivan Gradnik«
Za druge 3. brigade glejte 3. brigada.
3. slovenska narodnoosvobodilna udarna brigada »Ivan Gradnik« (tudi Gradnikova brigada) je bila partizanska brigada v sestavi Narodnoosvobodilne vojske in partizanskih odredov Slovenije med drugo svetovno vojno.

## Zgodovina
Brigada je bila poimenovana po tolminskem kmečkem uporniku Ivanu Miklavčiču, ki se v zgodovinopisju omenja tudi kot Ivan Gradnik.

### 1943
10. aprila 1943 sta bili z ukazom Štaba Primorske operativne cone NOV in PO Slovenije ustanovljeni Peta slovenska brigada »Simon Gregorčič« in Šesta slovenska brigada »Ivan Gradnik«. Bataljoni teh brigad so do konca aprila delovali samostojno v ločenih sektorjih, nato pa so se združili, da bi prodrli v Beneško Slovenijo in razširili osvobodilno gibanje na to območje. V tem času, 26. aprila 1943, so bataljon brigade »Ivan Gradnik« na planini Golobar pri Kobaridu obkolile močne sile italijanske divizije »Veneto«. Po deveturnem boju se je bataljon uspešno prebil iz obkolitve in se zbral na gori Meji.
V naslednjih mesecih je brigada sodelovala v več bojih proti italijanskim silam. Na planini Božci pri Kobaridu je 18. maja 1943 odbila več zaporednih sovražnikovih napadov in se pri vasi Srpenica prebila iz obkolitve ter se pomaknila na planino Polovnik in povzročila sovražniku izgube 6 mrtvih in 20 ranjenih vojakov. Istega leta, avgusta, se je brigada preimenovala v 3. slovensko brigado Ivana Gradnika, kar je pomenilo začetek njenega intenzivnejšega delovanja.
Julija 1943 sta bili po ukazu Vrhovnega štaba NOV in POJ formirani Prva in Druga slovenska divizija NOVJ, v kateri so bile različne slovenske brigade, med njimi tudi brigada »Ivan Gradnik«. V tem poletju je brigada izvajala napade na italijanske garnizije, vključno s tridnevnim obleganjem garnizije Žužemberk, kjer so enote NOVJ kljub sovražnikovim okrepitvam iz Trebnjega uspele premagati večino odpornih točk.
Septembra 1943 je Gradnikova brigada sodelovala pri zavzetju belogardističnih utrdb v vaseh St. Gregor in Nova Vas v Cerkniški dolini, oktobra istega leta pa je brigada po ukazu Vrhovnega štaba NOV in POJ postala del novonastale 31. divizije NOVJ. Konec leta 1943 je zaznamovala združitev 3. slovenske brigade »Ivan Gradnik« in Goriške NO brigade v eno brigado.
13. novembra se je začela velika nemška akcija Traufa v Sloveniji. 15. novembra 1943 so na območju vasi Ledine in Vrsnik močne nemške enote iz Logatca, Idrije in Gorenje Vasi napadle Gradnikovo brigado in 16. slovensko brigado »Janko Premrl Vojko«. Po večurnih bojih so brigade zaradi sovražnikove premoči dobile ukaz, da se umaknejo v vasi Podbrdo in Nemško Ruto. 19. novembra sta na gori Ratitovec Gradnikova brigada in Sedma slovenska udarna brigada »France Prešern« potisnili močne nemške sile v začetnih posadkah v vaseh Železniki in Bohinjska Bistrica ter jim povzročili izgube 4 mrtvih.
3. decembra 1943 so v vasi Mrzli Vrh (pri Juriju) močne sile nemške žandarmerije napadle 5. bataljon Gradnikove brigade. Po deveturnem boju se je sovražnik umaknil z izgubo 20 mrtvih in več ranjenih. 12. decembra je v vasi Hotedršica (pri Logatcu) 3. bataljon Gradnikove brigade napadel belogardistično posadko, ki pa je zaradi močne utrdbene ureditve utrdbe po dveurnem boju opustila nadaljnje napade. Istočasno so ostale enote brigade povzročile velike izgube nemško-belogardističnim kolonam, ki so napadale Hotedršico. 22. decembra je med vasema Godoviča in Hotedršica (pri Logatcu) 2. bataljon Gradnikove brigade 26. divizije NOVJ iz zasede napadel nemško kolono in v kratkem boju pobil 35 nemških vojakov in 28 konj, pri tem pa uničil osebni avtomobil. . 23. decembra so v vasi Javornik (pri Idriji) močne nemške policijske enote nenadoma napadle četo 3. bataljona Gradnikove brigade. V boju je padlo 6, ranjenih 7 in ujetih 31 borcev, ki so jih nemški vojaki pozneje okrutno pobili.

### 1944
V letu 1944 je Gradnikova brigada nadaljevala z intenzivnimi boji proti nemškim in belogardistom. Februarja tega leta je brigada odbila belogardistično kolono iz Ajdovščine, aprila pa se je pri vasi Zadloga pri Idriji več ur bojevala z nemško kolono in ji povzročila znatne izgube. V naslednjih mesecih je brigada sodelovala v več bojih, med drugim v bojih pri vaseh Cola in Leskovica, kjer so nemške sile utrpele velike izgube.
Julijski dogodki 1944, ko so deli 3. slovenske udarne brigade »Ivan Gradnik« skupaj z Južnoprimorskim odredom zavzeli trdnjavo slovenskih domobrancev v vasi Rihemberg (današnji Branik), pri čemer je 98 sovražnikovih vojakov uničilo. se predal, zasegli pa večjo količino orožja. Avgusta 1944 se je brigada več dni borila na Trnovskem gozdu proti močnim nemškim kolonam in jih večkrat uspešno odbila.
Eden najpomembnejših uspehov brigade je bil 1. septembra 1944, ko je po enodnevnih uličnih bojih zavzela vas Črni Vrh pri Idriji, kjer je sovražnik utrpel velike izgube. Ta uspeh je bil del širše ofenzive enot 31. divizije NOVJ proti nemškim kolonam, ki so poskušale podpirati obkoljene garnizije.
Do konca leta 1944 je brigada nadaljevala z boji na širšem območju Slovenije, vključno z napadi na nemške kolone pri vaseh Ribindžnica, Žažara in Kogel. Posebej velja omeniti boje oktobra 1944, ko je brigada skupaj s 16. slovensko brigado »Janko Premrl Vojko« odbila vse napade nemških kolon, ki so se skušale prebiti do obkoljenega postojanke v Poljanah. Te operacije so močno oslabile nemške sile v Sloveniji in prispevale k uspehu partizanskega gibanja na tem območju.

## Organizacija
14. marec 1943
- štab
- 1. bataljon
- 2. bataljon
- 3. bataljon

avgust 1943
- štab
- 1. bataljon
- 2. bataljon
- 3. bataljon
- 4. bataljon

september 1943
- štab
- 1. bataljon
- 2. bataljon
- 3. bataljon
- 4. bataljon
- artilerija (2 havbici)

november 1943
- štab
- 1. bataljon
- 2. bataljon
- 3. bataljon
- 4. bataljon
- 5. bataljon
- težka četa

avgust 1944
- štab
- 1. bataljon
- 2. bataljon
- 3. bataljon
- 4. bataljon
- težka četa

november 1944
- štab
- 1. bataljon
- 2. bataljon
- 3. bataljon
- težka četa
- inženirski vod
- komunikacijski vod

## Moštvo
Številni pregled
- 14. maj 1943 – okoli 360
- avgust 1943 – 500
- november 1943 – 1.450

## Pripadniki
Komandanti
- Danilo Šorović (26. april 1943 - 3. november 1943)
- Martin Greif-Rudi (3. november 1943 - 30. januar 1944)
- Pavel Jež-Stanko (30. januar 1944 - 20. marec 1944)
- Ratko Marjanović (20. marec 1944 - 21. september 1944)
- Ivan Sulič-Iztok (21. september 1944 - 21. januar 1945)
- Samuel Horvat-Samo (21. januar 1945 - 10. marec 1945)
- Rado Klanjšček-Jakec (10. marec 1945 - ?)

Politični komisarji
- Cveto Močnik (26. april 1943)
- Anton Bavec-Cene (27. april 1943 - junij 1943)
- Jože Čerin (junij 1943 - avgust 1943)
- Franc Tavčar-Rok (avgust 1943 - 2. september 1943)
- Vinko Šumrada-Radoš (2. september 1943 - 3. november 1943)
- Drago Flis-Strela (3. november 1943 - 10. februar 1944)
- Ivan Franko (februar 1944 - april 1944)
- Ivan Sulič-Iztok (april 1944 - avgust 1944)
- Ivan Franko (avgust 1944 - 27. november 1944)
- Viljem Klemenc-Vili (27. november 1944 - 21. januar 1945)
- Alojz Tomšič (21. januar 1945 - 5. marec 1945)
- Anton Kvaternik (12. marec 1945 - ?)
- Stanislav Ivančič (1943 - 1944)

Namestniki komandanta
- Anton Bavec-Cene (26. april 1943)
- Slavko Bombač-Boris (junij 1943)
- Jože Avsec-Čapajev (3. december 1943 - 28. december 1943)
- Ratko Marjanović (28. december 1943 - 15. marec 1944)
- Jože Mihevc-Rudar (15. marec 1944 - 15. maj 1944)
- Franc Nemgar (15. maj 1944 - 3. september 1944)
- Ivan Sulič-Iztok (3. september 1944 - 21. september 1944)
- Svetolik Jovanović-Mito (21. november 1944 - 20. december 1944)

Namestniki političnega komisarja
- Jože Čerin (maj 1943 - junij 1943)
- Drago Braniselj-Svarun (3. november 1943 - 17. november 1944)
- Stanko Petelin (30. januar 1944 - 23. junij 1944)
- Miro Pavlin (28. junij 1944 - 16. september 1944)
- Franc Kranjc (16. september 1944 - 5. februar 1945)
- Franc Vehar (5. februar 1945 - 5. marec 1945)
- Ivan Primožič (5. marec 1945 - ?)

Načelniki štaba
- Franc Rustja-Čanči (15. september 1943 - februar 1944)
- Oton Vrhunec (15. maj 1944 - 1. oktober 1944)
- Samuel Horvat-Samo (1. oktober 1944 - 21. januar 1945)
- Ivan Leban (21. januar 1945 - 7. februar 1945)
- Rado Jakin (15. februar 1945 - 24. februar 1945)
- Dušan Vukadinović (2. marec 1945 - 28. marec 1945)
- Rado Jakin (april 1945 - ?)

Narodni heroji
- Drago Flis-Strela
- Ivan Likar-Sočan
- Jože Mihevc-Rudar
- Cveto Močnik
- Karlo Maslo
- Dušan Munih-Darko
- Franc Pokovec-Poki
- Mihaela Škapin-Drina
- Franc Tavčar-Rok
- Janez Učakar